# Focus on me
『Focus on me』（フォーカス オン ミー）は、WANIMAの楽曲。2022年7月6日にunBORDEから9作目の配信限定シングルとしてデジタルリリースされた。

## 概要
- 前作『あの日、あの場所/眩光』から約3か月振りのリリース。
- 表題曲「Focus on me」は、ABEMAの恋愛リアリティ番組『シャッフルアイランド Season2』のエンディングテーマである[2][3][4][5]。
  - 2021年に配信された前シーズン[6]及び今シーズンのオープニングテーマには、同じく自身の楽曲「曖昧」が起用された[7]。
- 本作のリリースの解禁と同時に、本作のアーティスト写真及びジャケット写真も公開された[3][4][5]。

## チャート成績
- Billboard JAPAN
  - 2022年7月13日公開の「Billboard Japan Download Songs」で週間30位を獲得した[1]。

## 収録曲
1. Focus on me - [4:10]
作詞・作曲：KENTA
編曲：WANIMA
  - ABEMA『シャッフルアイランド Season2』エンディングテーマ[2][3][4][5]。